# در میان ابرها
در میان ابرها فیلمی به کارگردانی روح‌الله حجازی، تهیه‌کنندگی سعید سعدی و نویسندگی محمدرضا گوهری ساختهٔ سال ۱۳۸۶ است. الناز شاکردوست و یونس غزالی نقش‌های اصلی فیلم را ایفا کرده‌اند.

## خلاصه داستان
گاری‌ها می‌تازند. بارها در مرز جابه‌جا می‌شوند و مسافران در تکاپوی رفتن. مالک، بار نورا را بر دوش دارد و انتظار می‌کشد تا او بیاید و….

## بازیگران
- الناز شاکردوست
- یونس غزالی
- رضا مختاری
- نوید محمدزاده
- سید مهرداد ضیایی

## جشنواره‌ها
در میان ابرها در بیست و ششمین دوره جشنواره فیلم فجر در بخش مسابقه نگاه اول - نخستین فیلم بلند فیلمساز، سیمرغ بلورین بهترین فیلم را دریافت کرده است.
همچنین در بیست و هشتمین دوره جشنواره فیلم فجر نیز در بخش مسابقه مواد تبلیغاتی فیلم‌ها، سیمرغ بلورین بهترین پوستر را نیز دریافت کرده است.
این فیلم در دوازدهمین جشن خانه سینما تندیس بهترین بازیگر زن (الناز شاکردوست)، بهترین صدابرداری و بهترین چهره‌پردازی را نیز در سال ۱۳۸۷ کسب کرده است.